# Christopher McDonald
Christopher McDonald (Nova Iorque, 15 de Fevereiro de 1955) é um ator norte-americano. Seus papéis mais conhecidos no cinema são nos filmes Thelma e Louise, (1991),  Happy Gilmore (1996), Requiem for a Dream (2000), 61* (2001) e Superhero Movie (2008).

## Filmografia
| Ano                | Filme                                 | Personagem                  | Notas           |
| ------------------ | ------------------------------------- | --------------------------- | --------------- |
| 1982               | Grease 2                              | Goose McKenzie              |                 |
| 1984               | Where the Boys Are '84                | Tony                        |                 |
| 1984               | Breakin'                              | James                       |                 |
| 1984               | The Black Room                        | Terry                       |                 |
| 1984               | Chattanooga Choo Choo                 | Alex O'Donnell              |                 |
| 1985               | The Boys Next Door                    | Detective Mark Woods        |                 |
| 1987               | Outrageous Fortune                    | George                      |                 |
| 1988               | Cool Blue                             | Peter Sin                   |                 |
| 1988               | Paramedics                            | Mad Mike                    |                 |
| 1989               | Chances Are                           | Louie Jeffries              |                 |
| 1990               | Playroom                              | Chris                       |                 |
| 1990               | Star Trek: The Next Generation        | Lt. Castillo                | 1 episódio      |
| 1991               | Thelma & Louise                       | Darryl                      |                 |
| 1991               | Dutch                                 | Reed Standish               |                 |
| 1991               | Wild Orchid II: Two Shades of Blue    | Senator Dixon               |                 |
| 1993               | Cover Story                           | Sam Sparks                  |                 |
| 1993               | Benefit of the Doubt                  | Dan                         |                 |
| 1993               | Conflict of Interest                  | Mickey Flannery             |                 |
| 1993               | Fatal Instinct                        | Frank Kelbo                 |                 |
| 1993               | Grumpy Old Men                        | Mike                        |                 |
| 1994               | Another Midnight Run                  | Jack Walsh                  | Filme para a TV |
| 1994               | Midnight Runaround                    | Jack Walsh                  | Filme para a TV |
| 1994               | Roadflower                            | Glen                        |                 |
| 1994               | Monkey Trouble                        | Tom                         |                 |
| 1994               | Midnight Run for Your Life            | Jack Walsh                  | Filme para a TV |
| 1994               | Velocidade Terminal                   | Kerr                        |                 |
| 1994               | Quiz Show                             | Jack Barry                  |                 |
| 1995               | My Teacher's Wife                     | Roy Mueller                 |                 |
| 1995               | Best of the Best 3: No Turning Back   | Jack Banning                |                 |
| 1995               | The Tuskegee Airmen                   | Joy                         | Filme para a TV |
| 1995               | Fair Game                             | Ten. Meyerson               |                 |
| 1996               | Jaded                                 | Jack Carlson                |                 |
| 1996               | Unforgettable                         | Stewart Gleick              |                 |
| 1996               | Celtic Pride                          | Coach Kimball               |                 |
| 1996               | House Arrest                          | Donald Krupp                |                 |
| 1996               | The Rich Man's Wife                   | Tony Potenza                |                 |
| 1996               | Happy Gilmore                         | Shooter McGavin             |                 |
| 1997               | Leave It to Beaver                    | Ward Cleaver                |                 |
| 1997               | A Smile Like Yours                    | Richard Halstrom            |                 |
| 1997               | Flubber                               | Wilson Croft                |                 |
| 1997               | Lawn Dogs                             | Morton Stockard             |                 |
| 1997               | Into Thin Air: Death on Everest       | Jon Krakauer                |                 |
| 1998               | Divorce: A Contemporary Western       | Tony                        |                 |
| 1998               | The Eighteenth Angel                  | Hugh Stanto                 |                 |
| 1998               | SLC Punk!                             | Stevo's Dad                 |                 |
| 1998               | Dirty Work                            | Travis Cole                 |                 |
| 1998               | The Faculty                           | Mr. Frank Connor            |                 |
| 1999               | Five Aces                             | Ash Gray                    |                 |
| 1999               | The Iron Giant                        | Kent Mansley                | voz             |
| 1999               | Gideon                                | Alan Longhurst              |                 |
| 2000               | Magicians                             | Jake                        |                 |
| 2000               | Takedown                              | Mitch Gibson                |                 |
| 2000               | The Skulls                            | Martin Lombard              |                 |
| 2000               | Isn't She Great                       | Brad Bradburn               |                 |
| 2000               | Requiem for a Dream                   | Tappy Tibbons               |                 |
| 2000               | The Perfect Storm                     | Todd Gross                  |                 |
| 2001               | The Theory of the Leisure Class       | Buddy Barnett               |                 |
| 2001               | 61*                                   | Mel Allen                   | Filme para a TV |
| 2001               | The Man Who Wasn't There              | Macadam Salesman            |                 |
| 2002               | Speakeasy                             | Dr. Addams                  |                 |
| 2002               | Spy Kids 2: The Island of Lost Dreams | President of the USA        |                 |
| 2002               | Children on Their Birthdays           | Speedy Thorne               |                 |
| 2003               | Grind                                 | Mr. Rivers                  |                 |
| 2005               | The L.A. Riot Spectacular             | Officer Koon                |                 |
| 2005               | Rumor Has It...                       | Roger McManus               |                 |
| 2005               | Broken Flowers                        | Ron Anderson                |                 |
| 2006               | Funny Money                           | Vic                         |                 |
| 2006               | American Pie Presents: The Naked Mile | Harry Stifler               |                 |
| 2007               | The Dukes of Hazzard: The Beginning   | Jefferson Davis 'Boss' Hogg |                 |
| 2007               | The Sopranos                          | Eddie Dunne                 | 1 episódio      |
| 2007               | Kickin' It Old Skool                  | Marty Schumacher            |                 |
| 2007               | The Bronx Is Burning                  | Joe DiMaggio                | Série de TV     |
| 2007               | My Sexiest Year                       | Adult Jake                  |                 |
| 2007               | Awake                                 | Dr. Larry Lupin             |                 |
| 2007               | American Pie Presents: Beta House     | Harry Stifler               |                 |
| 2008               | Mad Money                             | Bryce Arbogast              |                 |
| 2008               | Superhero Movie                       | Lou Landers / Hourglass     |                 |
| 2008               | Summerhood                            | Assistant Director          |                 |
| 2008               | Player 5150                           | Tony                        |                 |
| 2008               | The House Bunny                       | Dean Simmons                |                 |
| 2008               | An American Carol                     | Lab Supervisor              |                 |
| 2009               |                                       |                             |                 |
| Law & Order        | John Jay McIntyre                     |                             |                 |
| Fanboys            | Big Chuck                             |                             |                 |
| Spooner            | Dennis Spooner                        |                             |                 |
| Reunion            | Eamon                                 |                             |                 |
| Deep in the Valley | Diamond Jim                           |                             |                 |
| Stargate Universe  | Alan Armstrong                        | 3 episódios                 |                 |
| Splinterheads      | Sgt. Bruce Mancuso                    |                             |                 |
| Middle Men         | George Harris                         |                             |                 |
| 2010               | Black Widow                           | Steve                       |                 |
| 2010               | Barry Munday                          | Dr. Preston Edwards         |                 |
| 2010               | Ben 10: Ultimate Alien                | Cap. Nemesis                |                 |
| 2011               | Boardwalk Empire                      | Harry M. Daugherty          |                 |
| 2011               | Lemonade Mouth                        | Diretor                     |                 |
| 2011               | Law & Order: Criminal Intent          | Evan Corman                 |                 |
| 2011               | Harry's Law                           | Thomas Jefferson            | 2011-presente   |
| 2025               | Happy Gilmore 2                       | Shooter McGavin             |                 |